# Vladimir Tchivel
Vladimir Tchivel (en russe : Владимир Чивель) est un joueur russe de volley-ball né le 13 juin 1993. Il mesure 2,10 m et joue central.

## Clubs
| Club                      | De        | À         |
| ------------------------- | --------- | --------- |
| Spartak Saint-Pétersbourg | 2011-2012 | 2012-2013 |
| Zenit Kazan               | 2013-2014 | ...       |

## Palmarès
Néant.